# Вал Дийо (бира)
„Вал Дийо“ (на френски: Val-Dieu) е марка белгийска абатска бира, произведена и бутилирана в пивоварната „Brasserie de l’Abbaye du Val-Dieu“, в Абатство Вал Дийо (на френски: Abbaye du Val-Dieu) – католическо цистерцианско абатство в близост до селцето Сен Жан Сарт, община Обел, провинция Лиеж, Източна Белгия. „Вал Дийо“ e една от белгийските марки бира, които имат правото да носят логото „Призната белгийска абатска бира“ (Erkend Belgisch Abdijbier), обозначаващо спазването на стандартите на „Съюза на белгийските пивовари“ (Unie van de Belgische Brouwers).

## История
Бирата носи името на цистерцианското католическо абатство „Вал Дийо“, основано от монаси-цистерцианци през 1216 г. През Средните векове абатството е разрушавано няколкократно. Първоначалната манастирска църква е разрушена през 1287 г. по време на Войната за наследството на Лимбург. Църквата е възстановена едва през 1331 г. През 1574 г., по време на Осемдесетгодишната война, войнстващи протестанти подпалват църквата и манастира, като последващата реконструкция е завършена през 1625 г. През 1683 г. манастирът отново е опустошен от войските на френския крал Луи XIV. По време на Френската революция, през 1796 г. абатството е конфискувано в полза на Френската република. Манастирският комплекс е продаден на търг през 1798 г., но тогавашният абат на манастира успява да купи църквата, манастира, градината и фермата. След смъртта му всичко става собственост на семейството му. През 1844 г. монашеския живот в абатството е възстановен. През 2001 г. последните трима цистерциански монаси напускат абатството.
Бирата „Вал Дийо“ започва да се вари през 1984 г. от пивоварната „Van Honsebrouck“, без да са уредени с монасите правата за използване на името. Впоследствие абатството сключва договор с пивоварната „Brasserie Piron à Aubel“ за производство на абатската бира. Пивоварната получава правото на изключително използване на името на манастира и започва производство на няколко километра от абатството. През 1995 г. обаче пивоварната фалира и производството е преустановено.
През 1997 г. в една стара постройка на абатството е инсталирана нова пивоварна инсталация и варенето на бира е възобновено от пивоварите Alain Pinckaers и Benoît Humblet, първо с два вида бира – блонд и дубъл, а от 1998 г. на пазара се появява и трипъл ейл. Новата пивоварна е наречена „Brasserie de l’Abbaye du Val-Dieu“ и сключва договор за наем на манастирската сграда за 90 години. Бирата не се произвежда от монаси, а от светски лица. През 1999 г. бирата е сертифицирана от Съюза на белгийските пивовари като „призната белгийска абатска бира“ (Erkend Belgisch Abdijbier) и може да носи лого, изобразяващо стилизирана чаша с кафява бира, вписана в готически прозорец-арка.
Обемът на годишното производство се увеличава постоянно. От 2000 хектолитра, произведени през 2000 г. той нараства до 6000 хектолитра през 2007 г. да достигне 7500 хектолитра през 2011 г. Амбицията на пивоварната е да се достигне капацитет от 15 000 хектолитра през 2016 г.

## Марки бира
Търговският асортимент на абатската пивоварна включва пет бири с марката „Вал Дийо“:
- Val-Dieu Blonde – светла блонд бира с алкохолно съдържание 6 %.
- Val-Dieu Brune – тъмна дубъл бира с алкохолно съдържание 8 %.
- Val-Dieu Triple – светлокехлибарена трипъл бира с алкохолно съдържание 9 %.
- Val-Dieu Grand Cru – тъмнокафява силна бира с алкохолно съдържание 10,5 %.
- Val-Dieu Bière de Noël – тъмна коледна бира с алкохолно съдържание 7 %, която се вари сезонно и се продава през зимните месеци – декември – януари.

## Галерия
- Val-Dieu Blonde
- Val-Dieu Brune
- Val-Dieu Grand Cru
- Val-Dieu Triple
- Val-Dieu Biere de Noel